# Движение американских индейцев

Движе́ние америка́нских инде́йцев (англ. American Indian Movement) — военизированная индейская правозащитная организация в Северной Америке, основанная в июле 1968 года в городе Миннеаполис, штат Миннесота. Целями движения были заявлены защита прав коренного населения Америки, достижение индейцами, проживающими в городах, экономической независимости, сохранение и защита их традиционной материальной и духовной культуры, а также борьба с расизмом и произволом полиции и властей по отношению к ним и борьба за возвращение племенных земель, которые, как считают лидеры движения, были незаконно заняты белыми. Уже через несколько лет после образования отделения движения возникли во многих штатах США и в Канаде.
Практически с самого начала своего существования активисты AIM участвовали в различных протестных акциях, в том числе в захвате острова Алькатрас с ноября 1969 по июнь 1971 года и так называемом марше на Вашингтон в октябре 1972 года. Самой известной акцией движения стал захват в 1973 году посёлка Вундед-Ни, чем активисты выражали протест проводимой тогда правительством США политике в отношении индейцев. В своей протестной деятельности AIM иногда выступала в союзе с афроамериканским Движением Чёрных пантер. К середине 1970-х годов масштабы деятельности организации возросли, её члены активно требовали прекращения хозяйственного использования закреплённых за индейцами земель федеральным правительством, однако к 1978 году центральное руководство движением фактически прекратило своё существование — как из-за внутренних разногласий, так и из-за ареста многих видных его деятелей. Группы в отдельных штатах, однако, продолжили свою деятельность и продолжают её до сих пор. Одной из самых известных акций движения после 1978 года было занятие в 1981 году части Чёрных холмов в штате Южная Дакота с требованием к правительству вернуть эти земли индейцам. К 1993 году на территории США оставалось два отделения движения, в Миннеаполисе и Денвере, между которыми существуют значительные идеологические разногласия.
Организация неоднократно классифицировалась как экстремистская. Так, она была названа экстремистской ФБР, ФБР же классифицировал дела, связанные с AIM, как extremist matter. К числу экстремистских организаций отнесла AIM межведомственная «группа по изучению», чей доклад был передан госсекретарём Киссинджером в Комитет по борьбе с терроризмом. В советских источниках деятельность группы оценивалась по-разному, от «радикальной», «леворадикальной» и «боевой» до «ведущей организации левого толка» и «силы, выступающей против политики дискриминации». Если в советских источниках часто упоминалась левизна движения, то в постсоветской русскоязычной литературе организацию называли «радикально-демократической»: от AIM отвернулись многие левые сторонники после того, как несколько лидеров AIM (Уорд Черчилль, Рассел Минс) сотрудничали с никарагуанскими контрас в войне против сандинистского правительства.